# ジャン・フロワサール

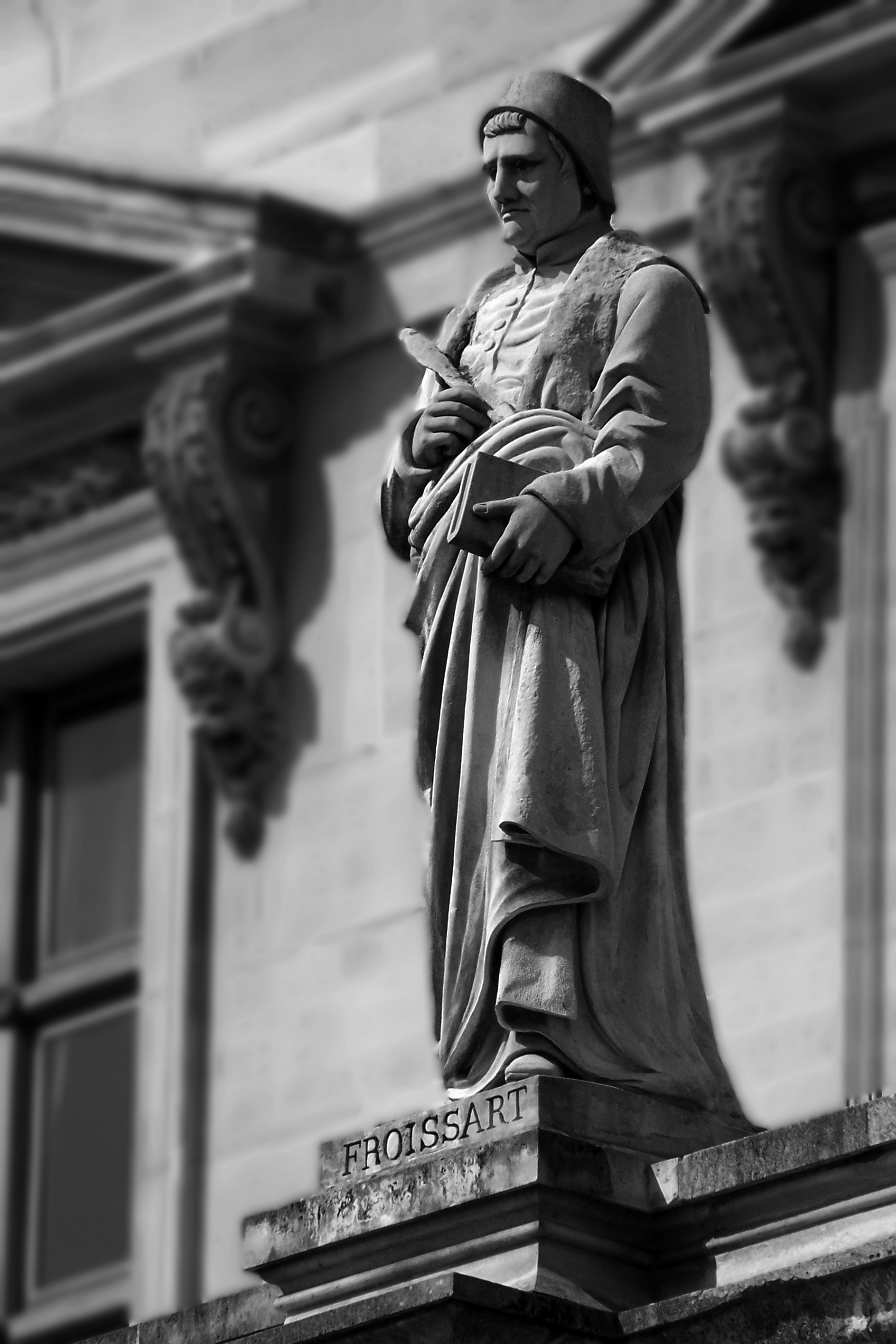
ジャン・フロワサール像

ジャン・フロワサール（Jean Froissart, 1337年頃 - 1405年頃）は、中世の年代記作家。フロワサールの年代記は百年戦争前半における重要な歴史資料であり、14世紀におけるイングランド、フランスにおける騎士道文化を記した文化的傑作とも評価されている。

## 生涯
フロワサールの生涯はほとんど知られておらず、彼自身の著作における記述から覗えるのみである。フロワサールはエノー出身で父は紋章の絵描きだったとされている。当初は商人になろうとしたものの事務官となり、24歳ごろにエノー伯の娘でイングランド王エドワード3世の妃フィリッパに宮廷詩人兼歴史記録係として仕えた。
1361年から1369年までフィリッパに仕え、その間の覚書も後に年代記に含められている。フロワサールはイングランド、スコットランド、ウェールズ、フランス、フランドル、スペインと各地を旅し、1368年にはミラノでエドワード3世の次男クラレンス公ライオネルとミラノの僭主ガレアッツォ・ヴィスコンティの娘ヴィオランテとの結婚式に出席した。この結婚式にはペトラルカやチョーサーも出席している。
フィリッパの死後、様々なパトロンをもったが、特にブラバント女公ジャンヌの庇護を受けた。1395年にイングランドへ戻ったが、騎士道の終焉を見てひどく失望したといわれる。フロワサールの死亡の場所、年は明らかではないが、1405年頃イングランドで亡くなったと考えられている。

## フロワサールの年代記

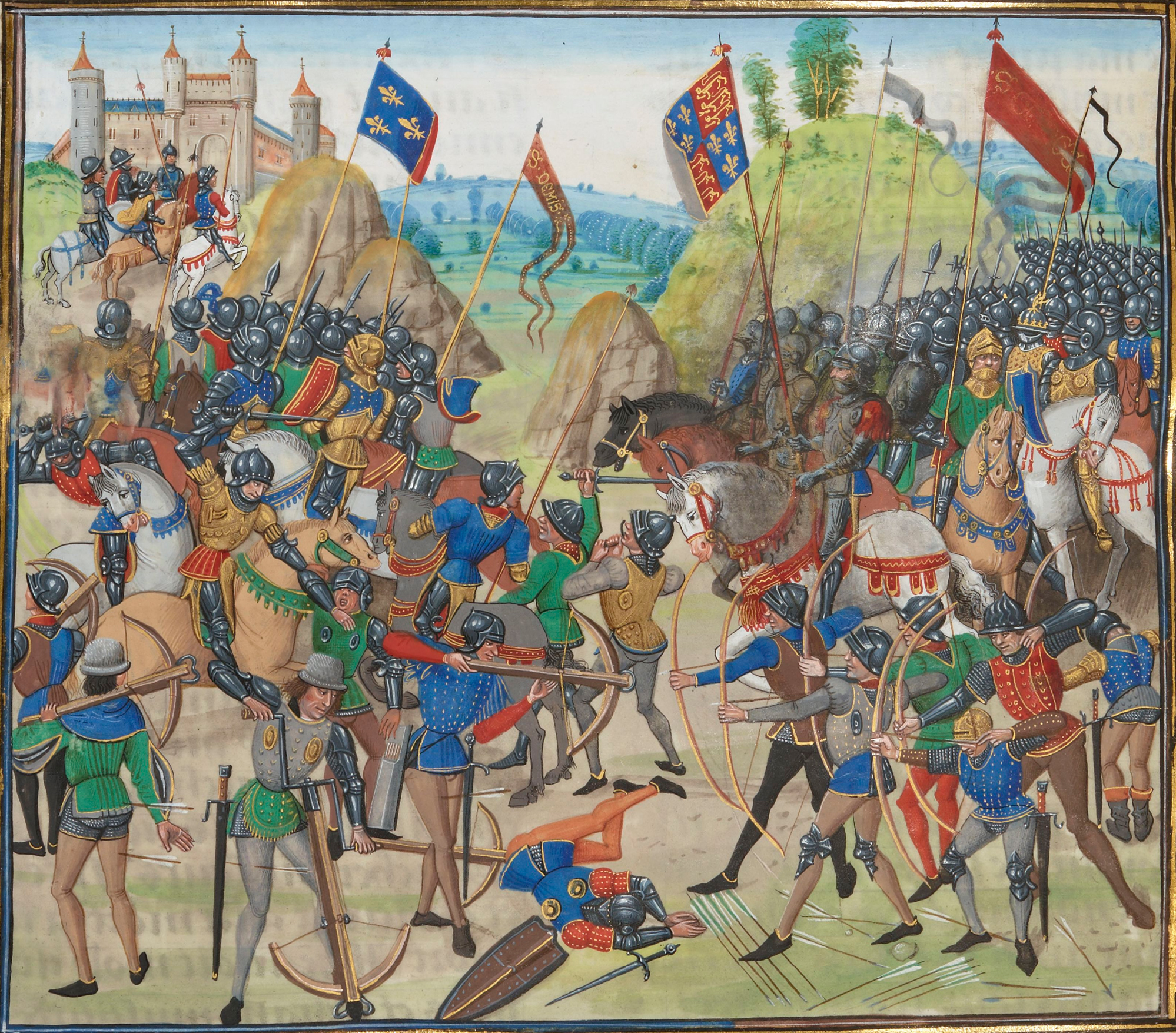
クレシーの戦い、1346年

全4巻からなり、1322年から1400年までの百年戦争前半における出来事がフランス語で記述されている。彼が自ら目撃したことや目撃者から直接聞き取った部分もあるが、以前に記述されたジャン・ル・ベル（Jean Le Bel）の年代記をコピーしている部分もある。
重要な史料ではあるが、フロワサールの記述は以下の点に注意する必要がある。
- 記述はあまり正確とは言えず、特に戦闘における人数に誇張が見受けられる。[独自研究?]
- その時の彼のパトロンの立場により、記述が偏向する傾向がある。[独自研究?]
- フランドルに関しては詳細なことにまで多くの記述を割いている。[独自研究?]
- 貴族に好意的であり平民の反乱には冷淡である。[独自研究?]

年代記は300万語に及ぶ膨大なものであるが、一部に重複した記述もあり、些細な出来事を繰り返し記述する傾向もある。しかし、戦闘の記述は写実感にあふれており、当時の風習や様子が細かく読み取れるため、社会歴史学者の興味を引いている。
100を超える彩飾写本が作られており、それぞれの装幀者が色々な挿絵（細密画）を入れているが、最も有名なものが1470年にフランドルの貴族Louis de Gruuthuseが作らせた写本 (BnF Fr 2643-6) で、112個の当時最も有名な画家による挿絵が付けられている。
挿絵には若ヒュー・ディスペンサーの処刑やニコポリスの戦いの後のオスマン帝国軍による捕虜の虐殺等、残酷なものも含まれている。ハーバード・クラシクスの第35巻に収められる。

### 第1巻
- エドワード2世の退位及びエドワード3世の即位
- 若ヒュー・ディスペンサーの処刑
- スロイスの海戦
- クレシーの戦い
- カレー包囲戦
- ネヴィルズ・クロスの戦い
- ガーター騎士団（勲章）の設立
- 黒死病
- ウィンチェルシアの海戦
- ポワティエの戦い
- エティエンヌ・マルセルによるパリの反乱
- ジャックリーの乱
- ジャン2世の死
- エドワード3世の治世の終わり

### 第2巻
- 教会大分裂
- ワット・タイラーの乱
- Roosebekeの戦い（フランドル）
- シャルル6世とイザボー・ド・バヴィエールの結婚

### 第3巻
- 未遂に終わったイングランド侵攻の準備
- フランス宮廷における最後の決闘裁判
- リチャード2世と叔父たちの争い
- オッターバーンの戦い（スコットランド）

### 第4巻
- イザボー主催の祭宴における「燃える人の舞踏会」
- フォア伯ガストン3世の死
- シャルル6世の狂気
- リチャード2世の退位及びヘンリー4世の即位
- ニコポリスの戦いと捕虜の虐殺

### 写本 (BnF Fr 2643-6) の挿絵

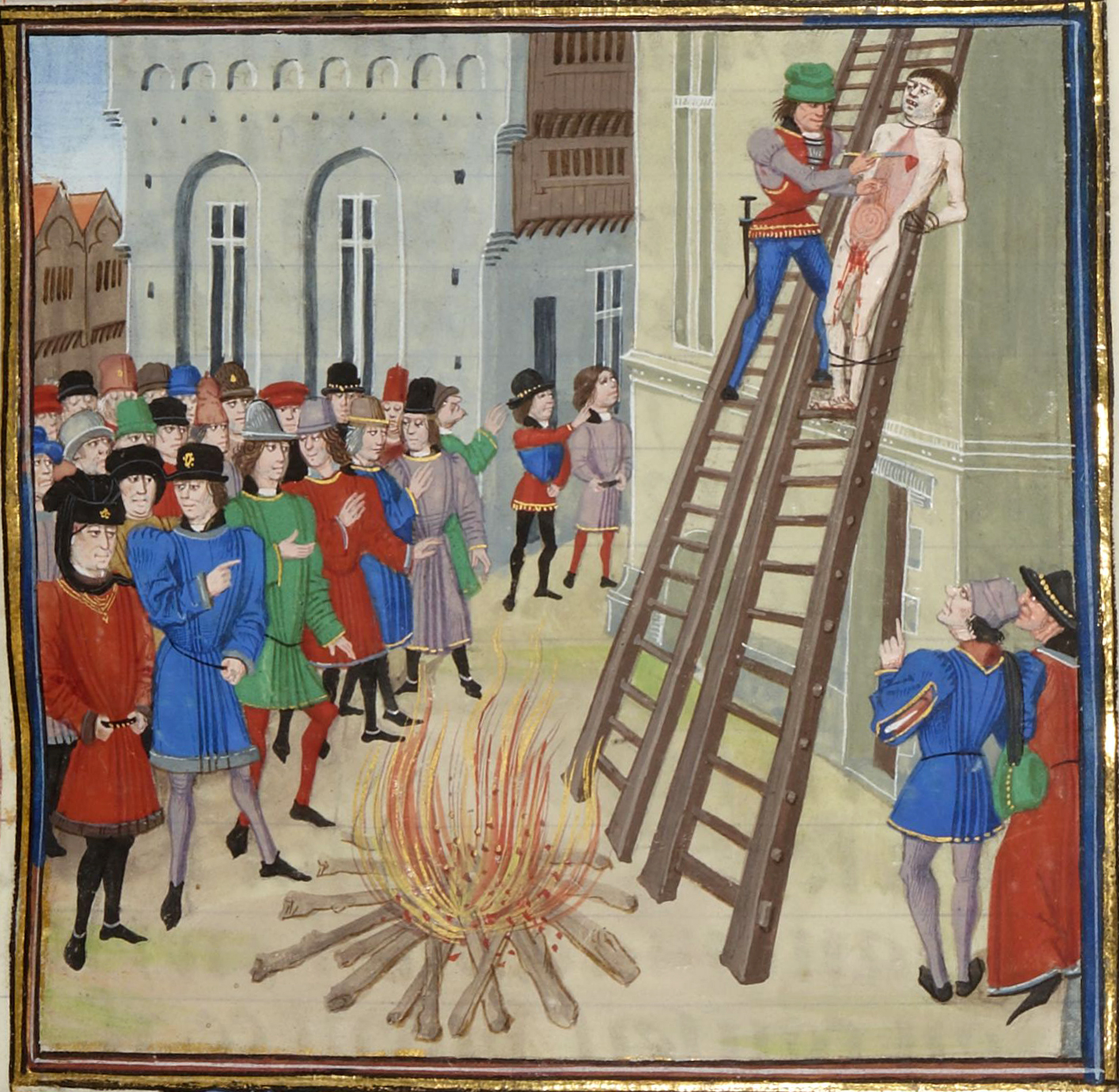
若ヒュー・ディスペンサーの処刑
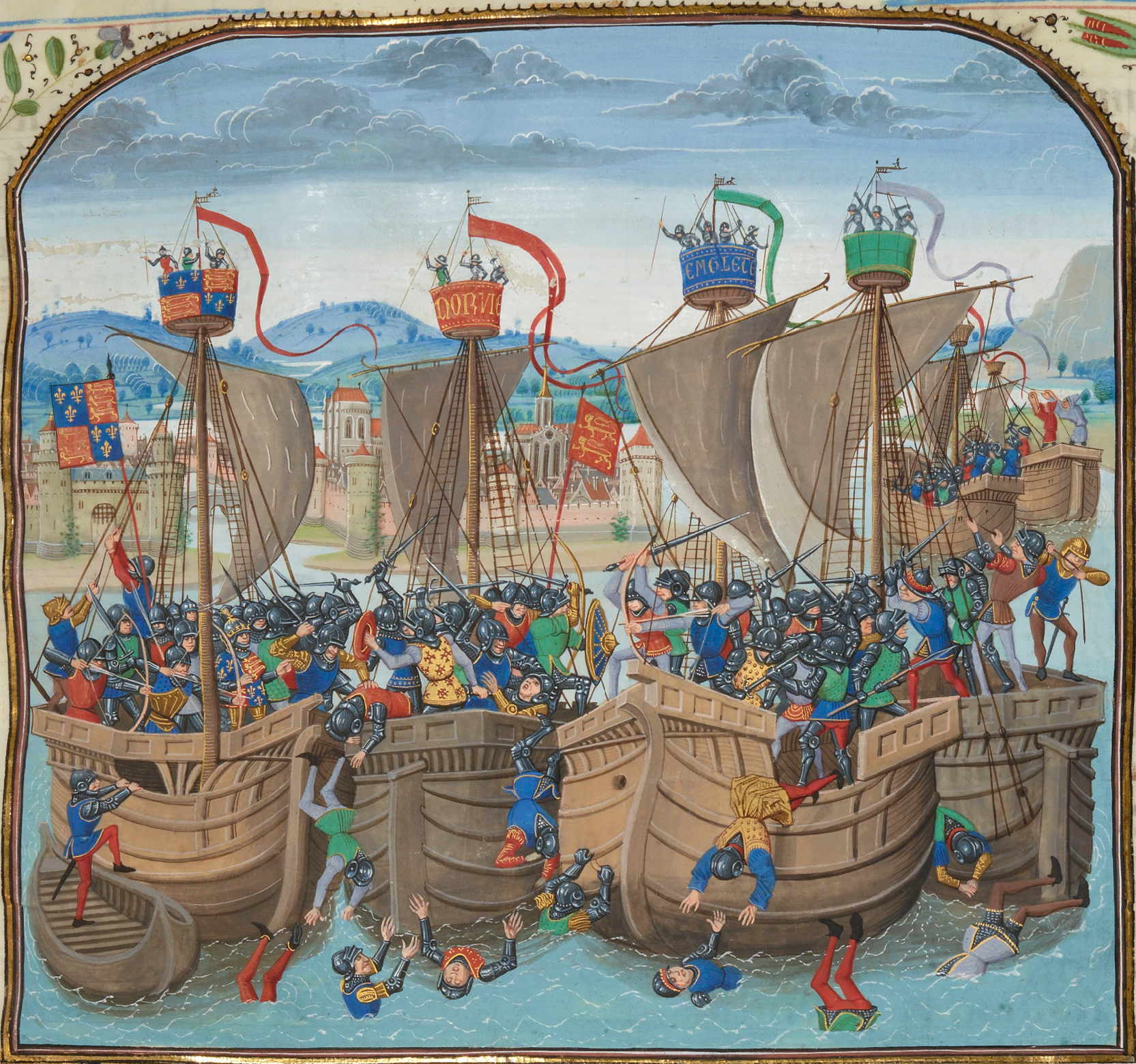
スロイスの海戦 1340
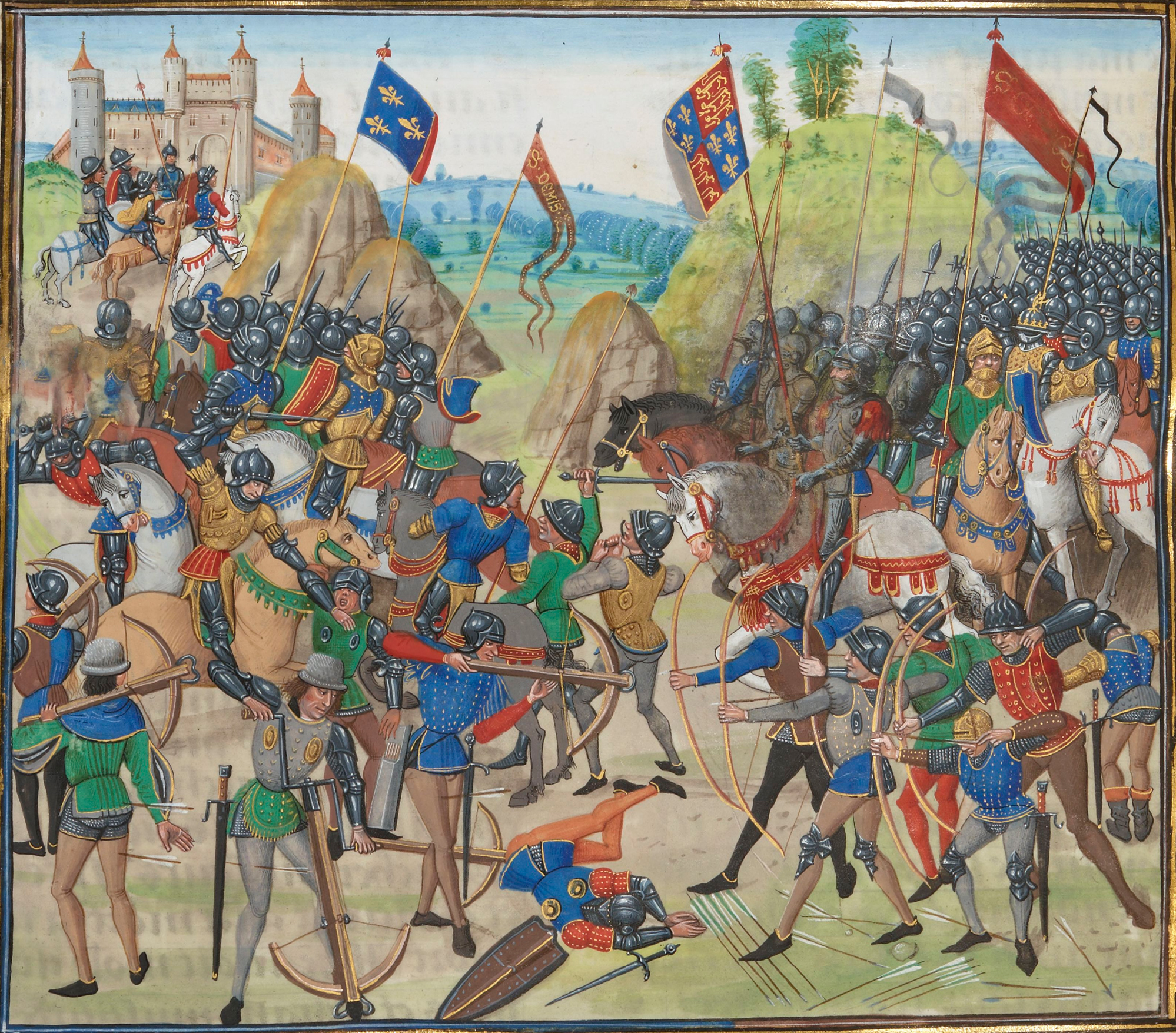
クレシーの戦い, 1346
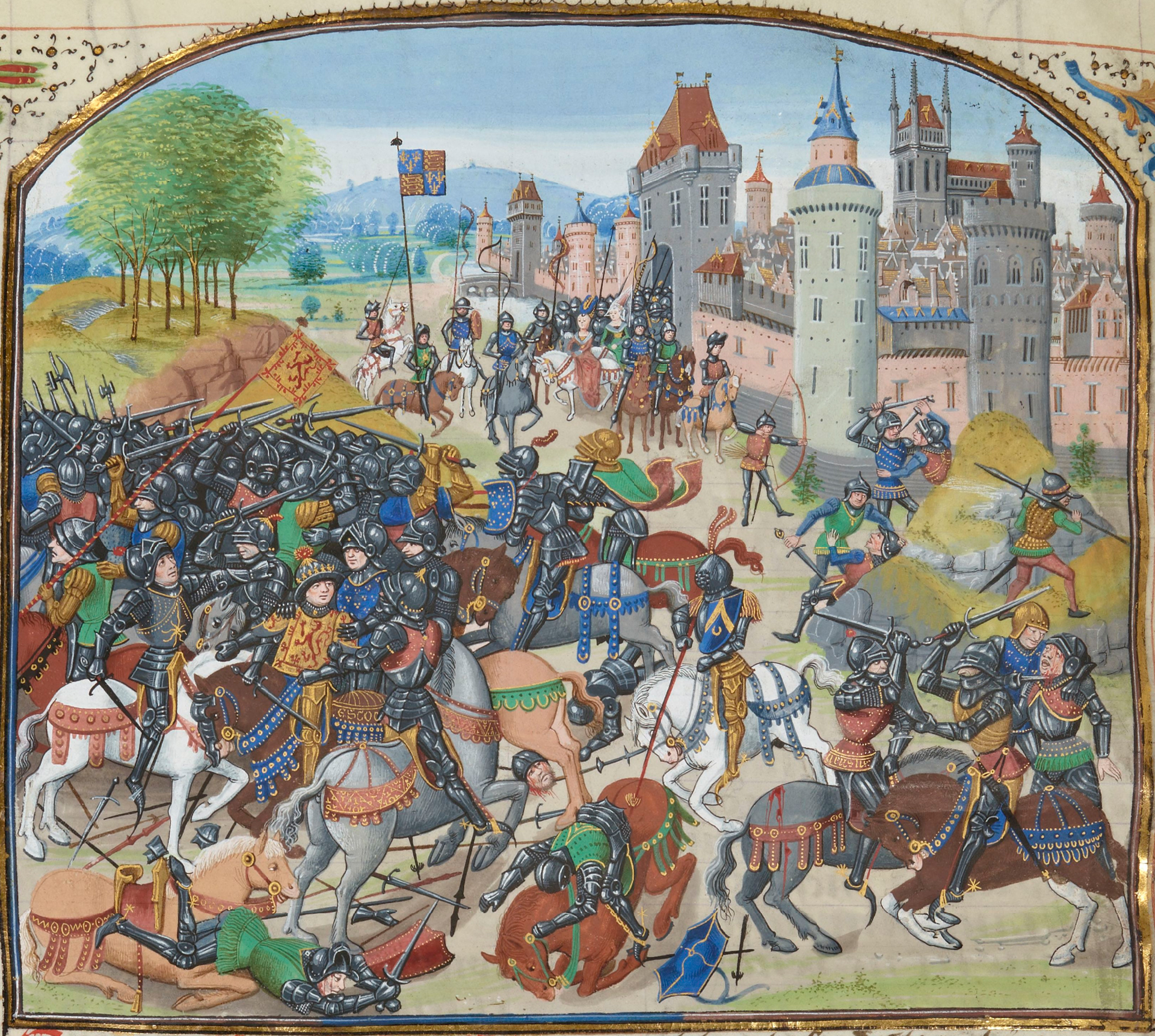
ネヴィルズ・クロスの戦い, 1346
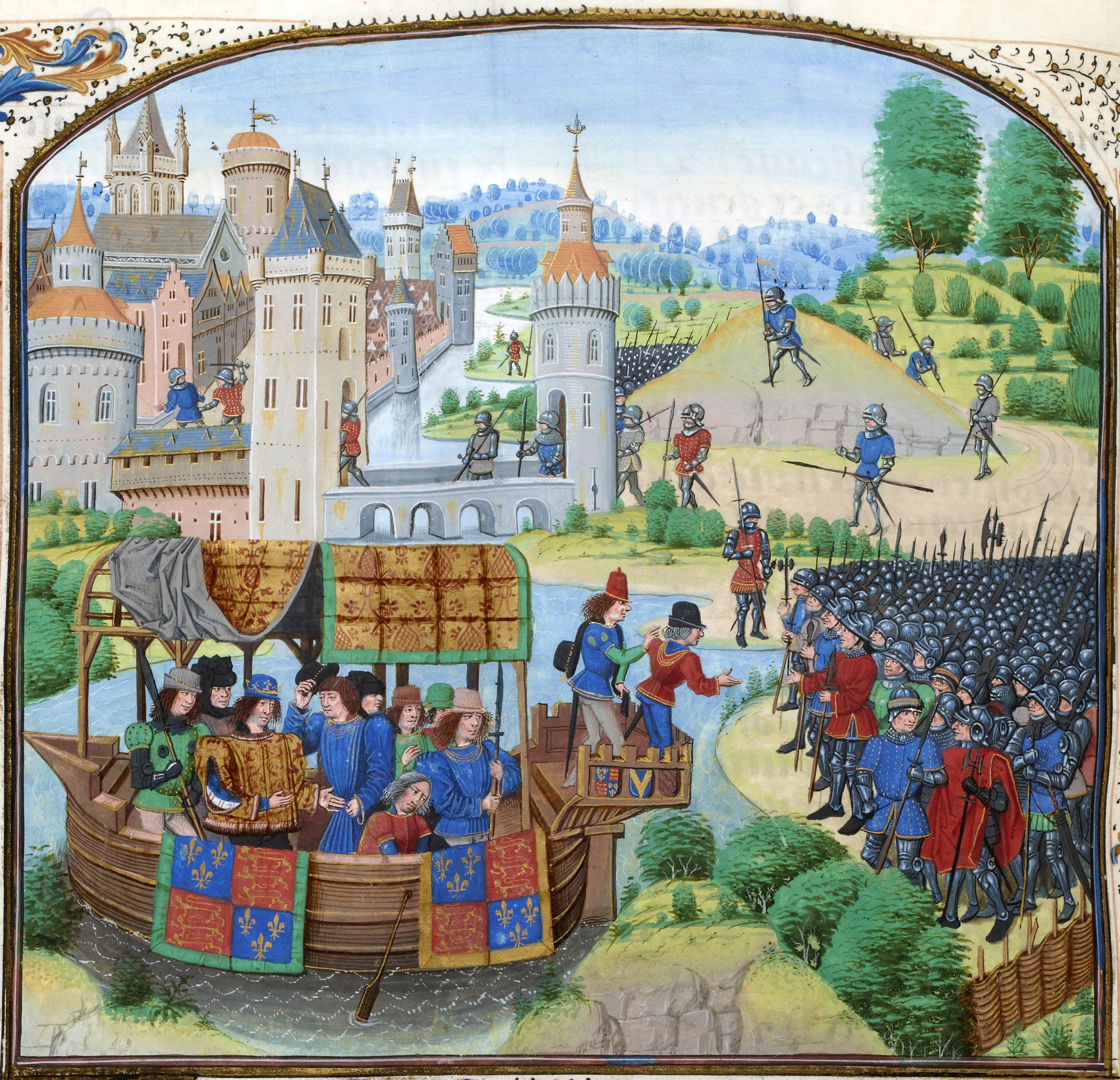
反乱軍と会見するリチャード2世 1381
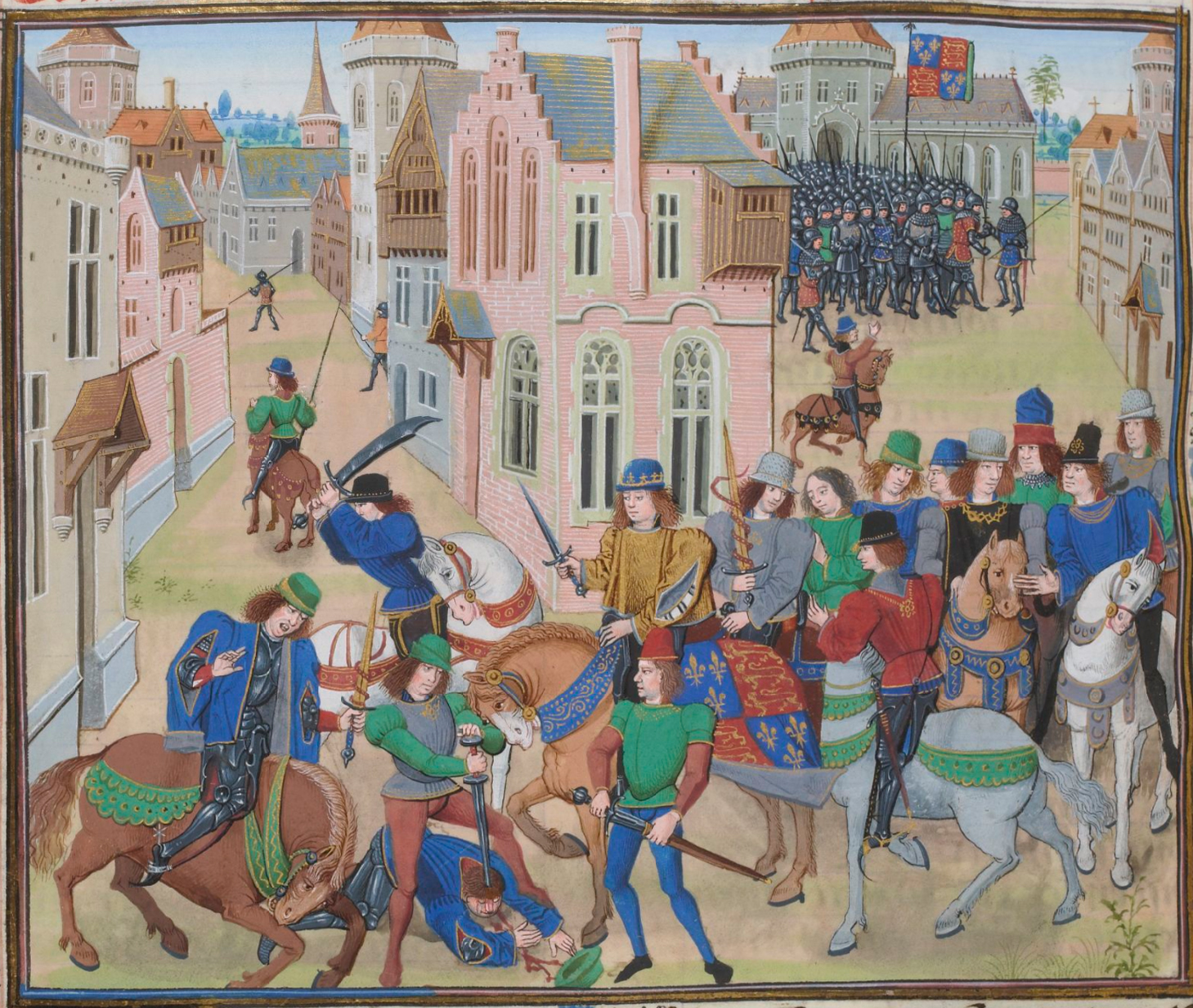
ワットタイラーの死 1381
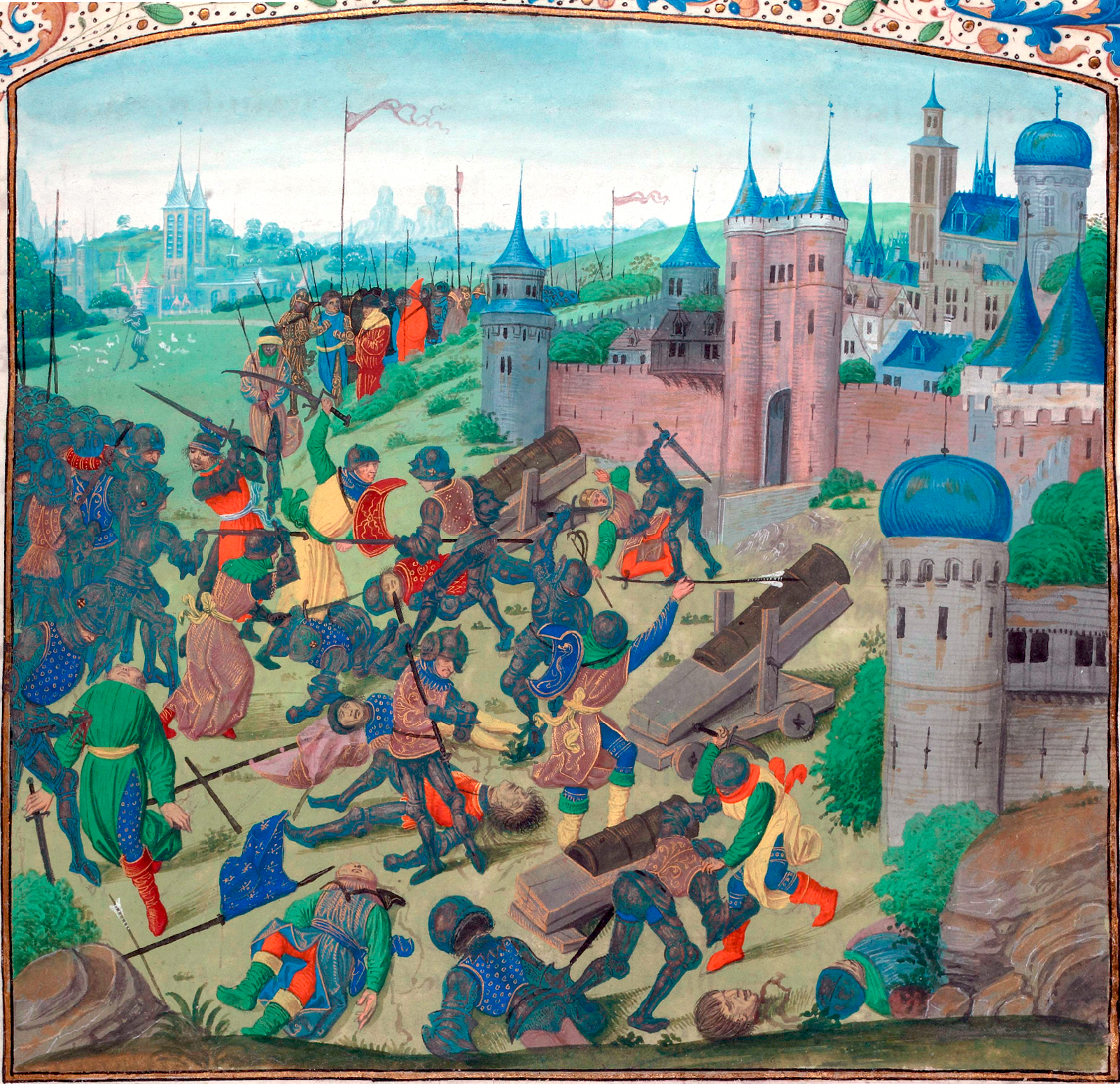
ニコポリスの戦い, 1396, by the Master of the Dresden Prayer book
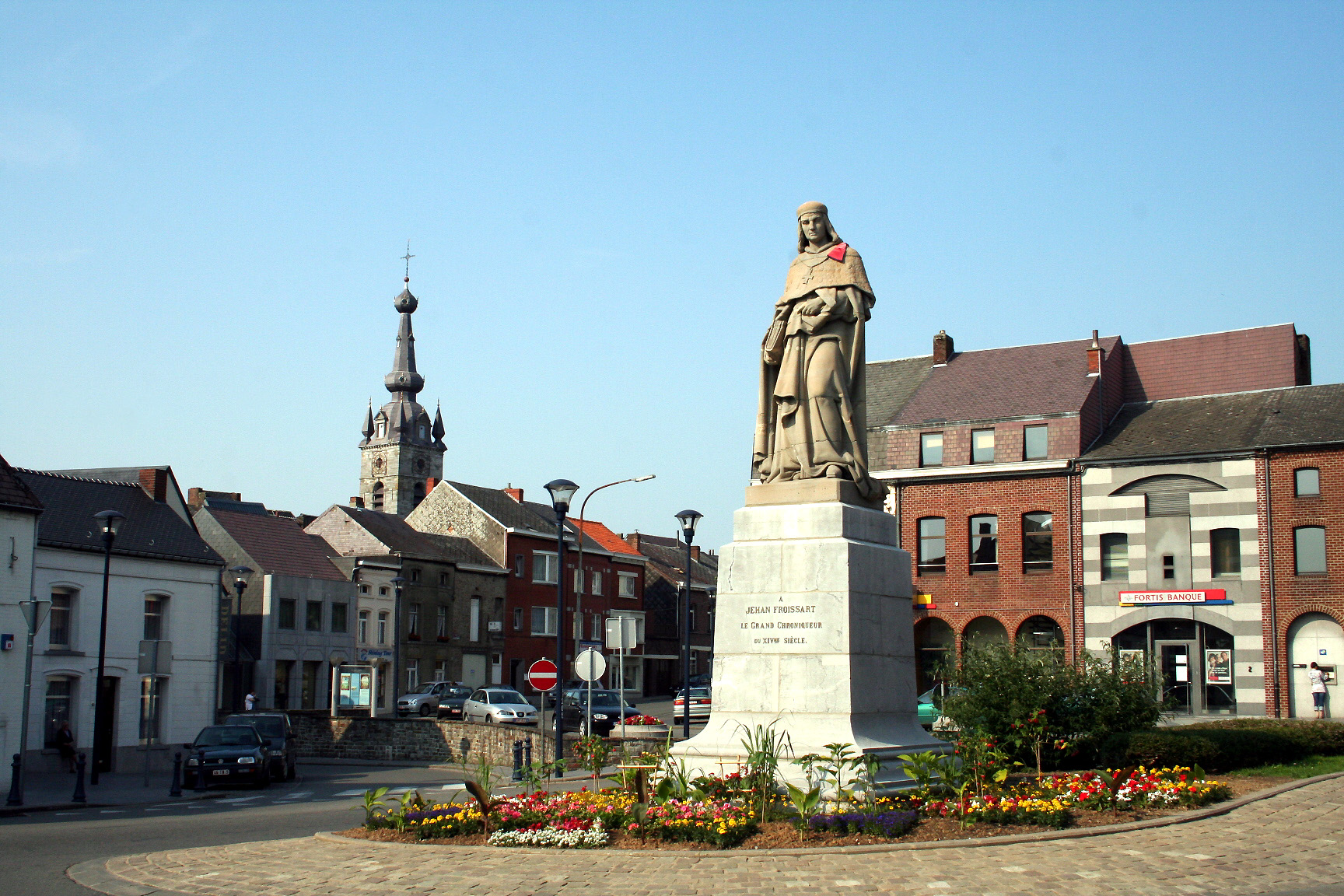
ジャン・フロワサール - Place Froissart, Chimay (ベルギー).